# Tautobriga glaucopis
Tautobriga glaucopis är en fjärilsart som beskrevs av George Francis Hampson 1926. Tautobriga glaucopis ingår i släktet Tautobriga och familjen nattflyn. Inga underarter finns listade i Catalogue of Life.